# Tebori

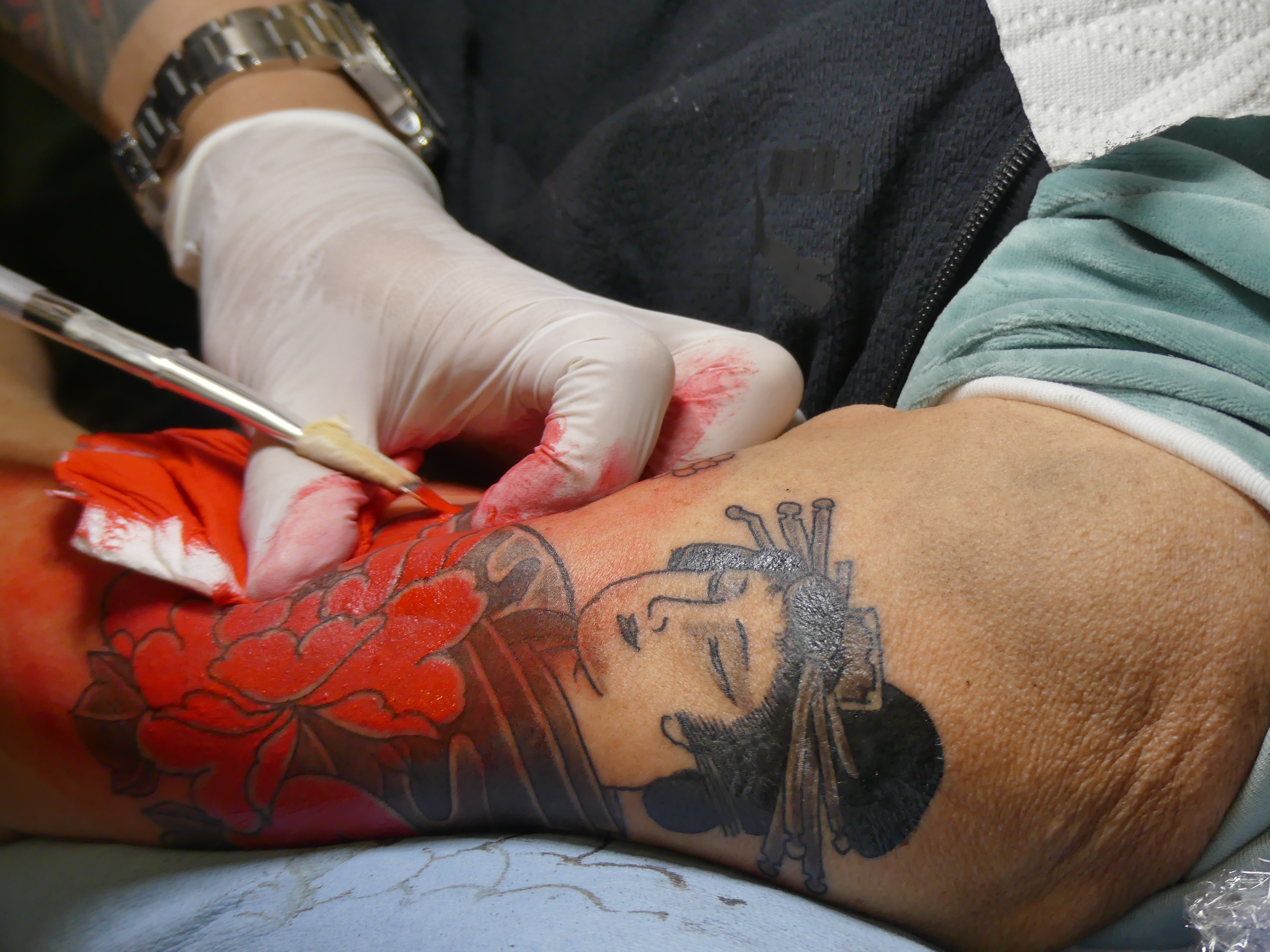
Traditionelle Arbeit mit Tebori-Stick 2019

Tebori (jap. 手彫り) ist die traditionelle japanische Art, Tätowierungen mittels einfachen Hilfsmitteln von Hand zu erstellen.

## Vorgang
Die japanische Tätowierkunst verwendet Tusche, die manuell in die Haut eingestochen wird – eine Technik, die man als Tebori bezeichnet. Verwendung findet ein Tebori-Stick, traditionell ein Bambusstock von ca. 30–40 cm Länge, an den an einem Ende das Nadelbündel (Hari) mit einem Faden befestigt ist. Die Farbe wird vorab in einen kleinen Schwamm gegeben und nach Bedarf mit dem Nadelbündel aufgenommen. Diese Technik erfordert sehr viel Übung, erlaubt aber dem Tätowierer, durch Variation in der Tiefe des Stiches Tätowierungen mit großer Präzision und Kontrolle herzustellen.
Tätowierkünstler, die diese Technik ausüben, heißen Horishi (彫り師). Die Vorsilbe Hori bedeutet so viel wie graben oder einsetzen.

## Bekannte Tebori-Tätowierer
- Horiyoshi III.